# François Xavier Sommervogel
François Xavier Sommervogel est un homme politique français né le 29 août 1749 à Strasbourg (Bas-Rhin) et décédé le 8 mars 1811 à Paris.
Préteur royal de la ville de Colmar, subdélégué de l'intendant et inspecteur des forêts d'Alsace avant la Révolution, il est inspecteur général des forêts sous le Directoire puis sous-préfet d'Altkirch de 1800 à 1803 puis préfet de la Sarre. Il est député du Haut-Rhin de 1805 à 1810.

## Sources
- « François Xavier Sommervogel », dans Adolphe Robert et Gaston Cougny, Dictionnaire des parlementaires français, Edgar Bourloton, 1889-1891 [détail de l’édition]